# Cecilia de Madrazo y Garreta
Cecilia de Madrazo y Garreta (castellà: Cecilia de Madrazo)  (Madrid, 20 de desembre de 1846 - Venècia, 12 d'agost de 1932) va ser una col·leccionista de teixits i objectes artístics i pianista espanyola.

## Biografia
Era filla del pintor Federico de Madrazo, neta del pintor José de Madrazo i d'Isabel Kuntz Valentini (la qual era filla del pintor polonès Tadeusz Kuntz, el besavi de Cecilia), era també neboda dels pintors Pedro de Madrazo i Luis de Madrazo, i germana del pintor Raimundo de Madrazo.
Durant la seva joventut va ser una virtuosa pianista. L'any 1867 contrau matrimoni amb Marià Fortuny i Marsal.
Aquest matrimoni tingué dos fills: María Lluisa i Marià Fortuny i Madrazo qui també tingué passió pels teixits antics.
L'any 1875, després de la mort del seu marit, Cecilia i els seus fills es traslladen a París. L'any 1889, la família se'n va cap al Palau Martinengo de Venècia.

## Col·leccionista tèxtil
Durant el segle xix hi havia molts col·leccionistes de teixits. A més els madrazo van col·leccionar obres d'art amb un apreciat criteri.